# Xestipyge geminatum
Xestipyge geminatum är en skalbaggsart som först beskrevs av J. E. Leconte 1860.  Xestipyge geminatum ingår i släktet Xestipyge och familjen stumpbaggar. Inga underarter finns listade i Catalogue of Life.